# Aucey-la-Plaine
Aucey-la-Plaine je francouzská obec v departementu Manche v regionu Normandie. V roce 2011 zde žilo 450 obyvatel.

## Sousední obce
Pontorson, Sacey, Sougéal (Ille-et-Vilaine), Vessey

## Vývoj počtu obyvatel
Počet obyvatel 